# John Gladwin (Bischof)
John Gladwin (* 30. Mai 1942 in  Hertford) ist ein britischer anglikanischer Geistlicher. Er war von 2003 bis 2009 Bischof von Chelmsford.

## Leben und Werdegang
Gladwin wurde 1942 in Hertford geboren. Er besuchte die Hertford Grammar School und das Churchill College der University of Cambridge, wo er 1965 einen Bachelor of Arts und 1968 einen Master of Arts machte. Seine Ausbildung als Geistlicher fand am St John's College in Durham statt. Dort machte er 1969 sein Diplom in Theologie.
1967 wurde er zum Diakon, 1968 zum Priester geweiht. Von 1967 bis 1971 war er Vikar an der Kirkheaton Parish Church in Wakefield.
Von 1971 bis 1977 war er Tutor am St John's College in Durham. Es folgten Stellen in der kirchlichen Verwaltung. Von 1977 bis 1982 war er Direktor des Shaftesbury-Projekts Christian Involvement in Society Staff. Von 1982 bis 1988 gehörte er als Sekretär dem Board for Social Responsability der Generalsynode der Church of England an. Ab 1990 war er Mitglied der Synode.
Von 1984 bis 1988 war er Präbendar der St Paul’s Cathedral. Von 1988 bis 1994 wirkte er anschließend als Propst von Sheffield.
Von 1994 bis 2003 war er, als Nachfolger von Michael Adie, Bischof von Guildford. Sein Nachfolger als Bischof von Guildford wurde 2004 Christopher Hill. 2003 wurde Gladwin zum Bischof von Chelmsford ernannt. Dieses Amt hatte er bis zu seinem Ruhestand im August 2009 inne.
Während seiner Amtszeit als Bischof engagierte sich Gladwin auch öffentlich stark für den christlichen Glauben und die Aufgaben des Christentums.
Er war Vorsitzender der Ministry Division der Church of England bis 2006. Er war zehn Jahre Vorsitzender der kirchlichen Entwicklungshilfeorganisation Christian Aid, im Juni 2008 wurde Anne Owers seine Nachfolgerin.
Ende 2008 kündigte er an, dass er zum 31. August 2009 in den Ruhestand gehen würde.
Gladwin ist seit 1981 mit der Sozialarbeiterin Lydia Elizabeth Adam verheiratet.

## Mitgliedschaft im House of Lords
Gladwin gehörte ab 1999 als Geistlicher Lord dem House of Lords an. Dort war er Mitglied der Ausschüsse Administration and Works von 2003 bis 2005 und Speakership of the House von 2005 bis 2006. Zu seinen politischen Interessengebieten zählte Gladwin den Wohnungsbau, die Stadtplanung, Internationale Zusammenarbeit und Entwicklungshilfe und Verfassungsfragen.
Am 14. September 2001 äußerte er sich in der Krisensitzung des House of Lords zu den Terroranschlägen vom 11. September 2001. Er sprach ein Gebet aus dem American Book of Common Prayer, zitierte den Psalm 91 und wies auf Verbindungen zwischen Großbritannien und den Vereinigten Staaten hin.

## Wirken in der Öffentlichkeit
In kirchenrechtlichen Fragen vertritt Gladwin einen liberalen Standpunkt. Dies zeigte sich insbesondere in seiner Einstellung zur Frage der Homosexualität.
Im Jahr 2000 war er Gastredner bei einer Konferenz der Integrity UK. Diese beschreibt sich selbst als einen freundlichen, sicheren Platz für lesbische, schwule und bisexuelle Christen innerhalb der Gemeinschaft der Evangelikal-Kirchen. In der Southwark Cathedral in London predigte er bei einem Gottesdienst für schwule und lesbische Christen.
Anlässlich der Ernennung des homosexuellen Priesters Gene Robinson zum Bischof der American Episcopal Church gab er 2003 eine Presseerklärung heraus, in der er die Entscheidung ausdrücklich unterstützte, da alle Christen im Glauben an Gott vereint seien, unabhängig von ihrer Sexualität.
Im selben Jahr war er Berater des Lesbian and Gay Christian Movement (LGCM) bei deren Lambeth-Konferenz. 2005 stimmte Gladwin für die gesetzliche Regelung der eingetragenen Lebenspartnerschaften (Civil Partnerships Bill).
Im Jahr 2005 richtete er einen offenen Brief an die Times, in welchem er betonte, dass die christliche Gemeinschaft für alle Menschen gelte, auch für Homosexuelle. Aufgrund dieses Briefes kam Kritik innerhalb der Diözese auf, er wurde aufgefordert, seine Äußerungen zurückzunehmen.
Im selben Jahr musste er einen geplanten Besuch in Trinidad und Tobago absagen, nachdem die Einladung wegen Gladwins liberaler Einstellung zu Fragen der Homosexualität zurückgezogen worden war.
2006 besuchte Gladwin Kenia, wo er zu Unrecht beschuldigt wurde, für Homosexualität geworben zu haben. Der Besuch war aufgrund von Gladwins Eintreten für die Rechte homosexueller Christen mehrfach von starken Spannungen begleitet.

## Veröffentlichungen
- 1979: God’s People in God’s World
- 1988: The Good of the People
- 1997: Love and Liberty